# Echoverleihung 2012
Die 21. Echoverleihung der Deutschen Phono-Akademie fand am 22. März 2012 im Berliner Palais am Funkturm statt. Die Gala wurde von Ina Müller und Barbara Schöneberger moderiert und im Fernsehsender Das Erste ausgestrahlt. Beim Echo 2012 gab es 27 Kategorien. Wiedereingeführt wurde die Sparte Club/Dance, die es zuletzt im Jahre 2005 gab. Neu eingeführt wurde die Kategorie Crossover. Die Branchenpreise für „Handelspartner des Jahres“, „Medienpartner des Jahres“, „Erfolgreichster Produzent/Produzententeam national“, „Kritikerpreis“ sowie den „Ehren-ECHO für soziales Engagement“ wurden während eines Wohltätigkeits-Dinners der Stiftung Musik Hilft am 21. März 2012 überreicht.
Mit 2,58 Millionen Fernsehzuschauern (Marktanteil 9,1 Prozent) erreichte die Show den niedrigsten Wert seit Ausstrahlung durch die ARD und auch in den Jahren davor bei RTL.

## Liveacts

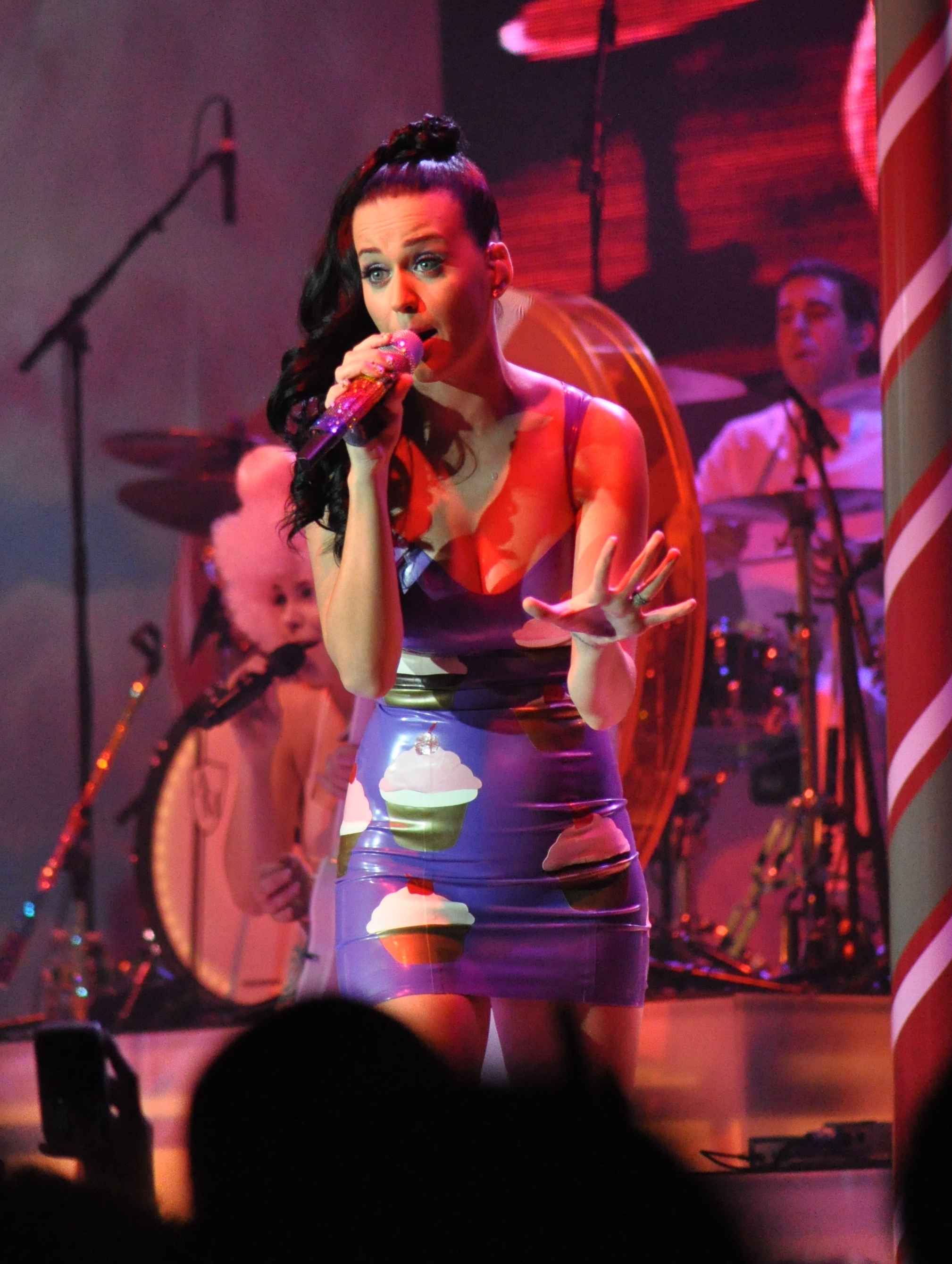
Katy Perry präsentierte ihre neue Single Part of Me

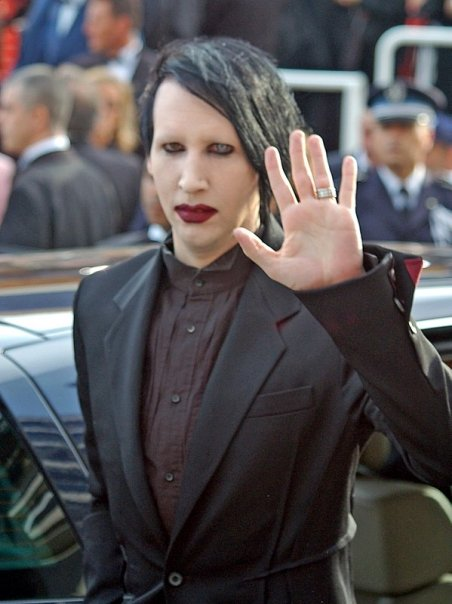
Marilyn Manson trat gemeinsam mit Rammstein auf

Showacts (in der Reihenfolge ihres Auftritts):
- Frida Gold: Wovon sollen wir träumen
- Andreas Bourani: Nur in meinem Kopf
- Jupiter Jones: Still
- Revolverheld feat. Marta Jandová: Halt dich an mir fest
- Tim Bendzko: Nur noch kurz die Welt retten
- Udo Lindenberg und Jan Delay: Reeperbahn 2011 (What It’s Like)
- Lana Del Rey: Video Games
- Silbermond: Himmel auf
- Die Toten Hosen: Tage wie diese
- Katy Perry: Part of Me
- Dionne Bromfield, Aura Dione, Caro Emerald, Ina Müller und Ivy Quainoo: Valerie (Hommage an Amy Winehouse)
- Tim Bendzko und Shaggy: Nur noch kurz die Welt retten & Mr. Bombastic
- Christina Perri & Jason Mraz: Distance
- Olly Murs: Heart Skips a Beat
- Taio Cruz: Troublemaker
- Sean Paul: She Doesn’t Mind
- Roman Lob: Standing Still
- Kraftklub und Casper: Songs für Liam
- Marilyn Manson und Rammstein: The Beautiful People[6]
- Wolfgang Niedecken und Clueso: All’ die Augenblicke
- Wolfgang Niedecken, BAP, Clueso, Thomas D, Ina Müller, Barbara Schöneberger und Die Toten Hosen: Verdamp lang her

## Preisträger und Nominierte

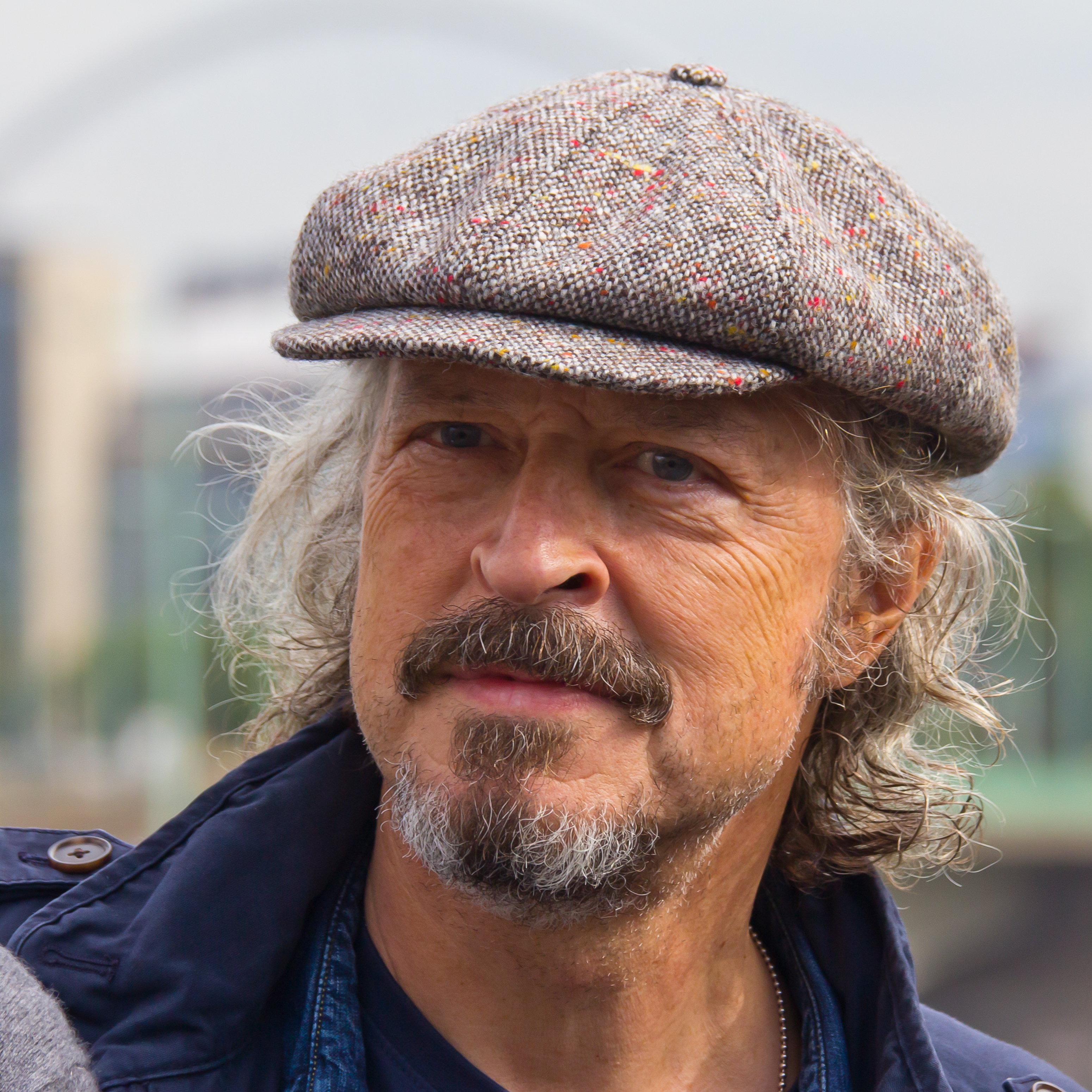
Wolfgang Niedecken wurde für sein Lebenswerk geehrt

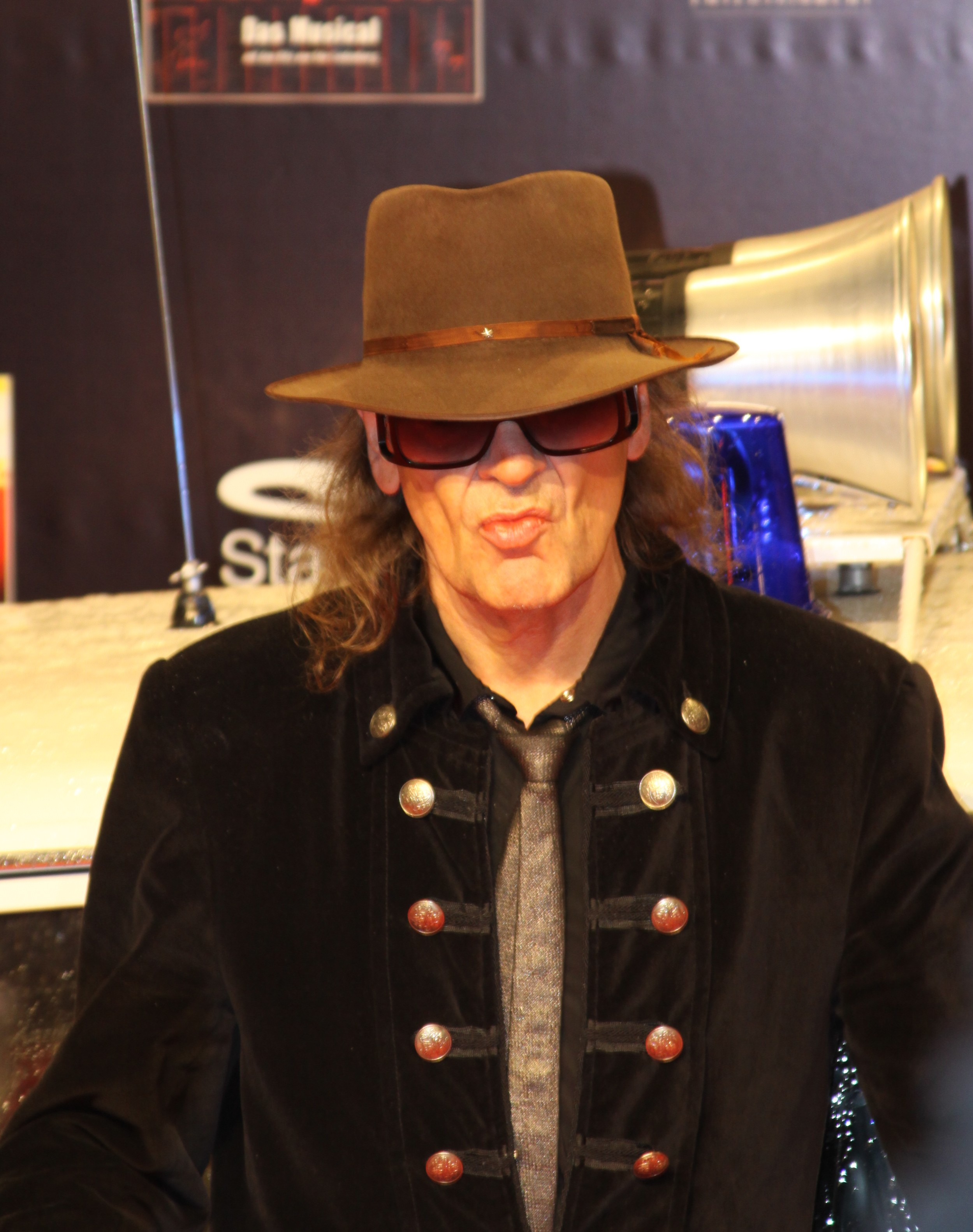
Udo Lindenberg erhielt die ECHOs für Künstler National und für DVD Produktion National

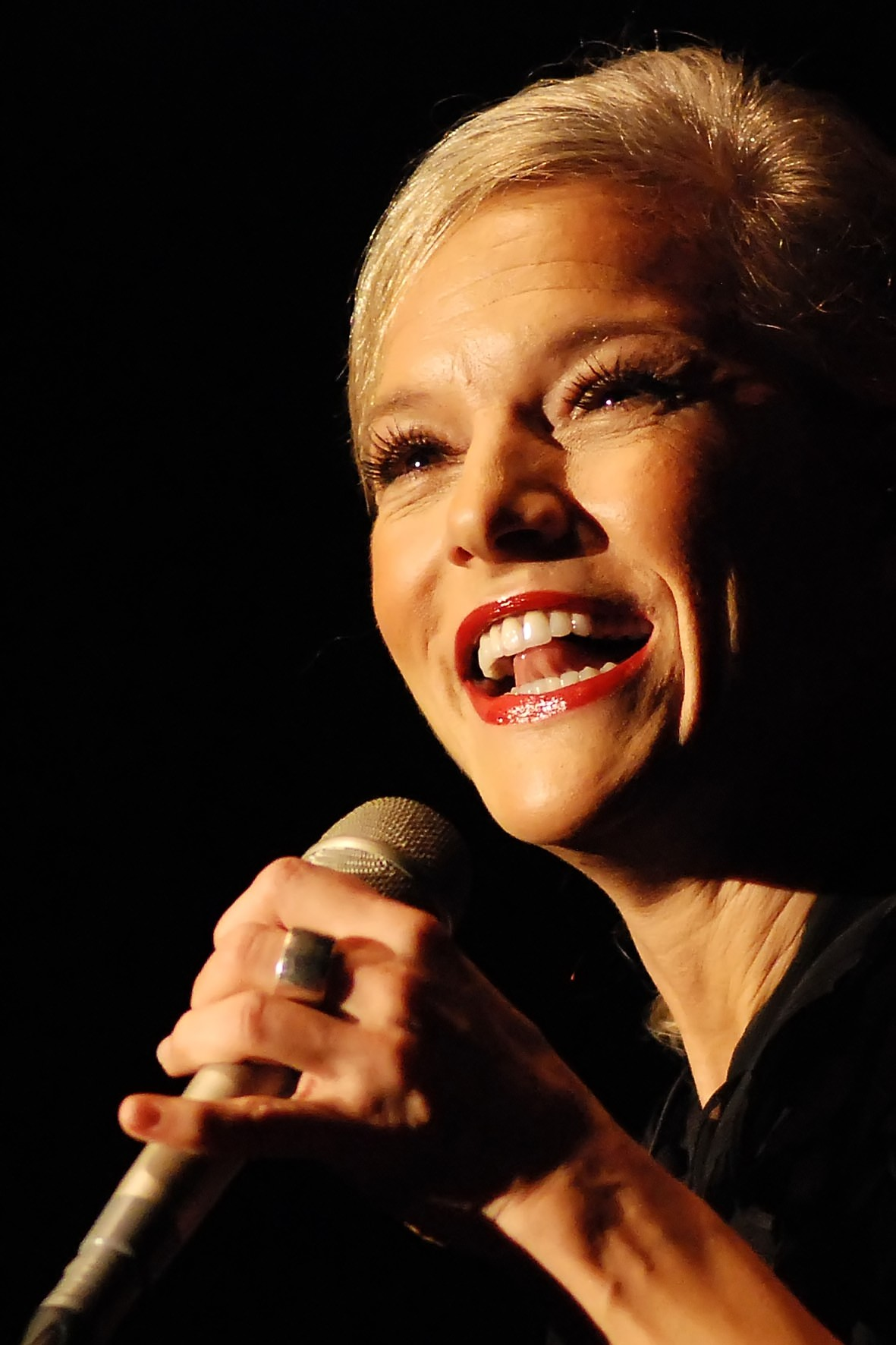
Nach fünf Anläufen gewinnt Ina Müller ihren ersten ECHO in der Kategorie Künstlerin National. Daneben erhält sie für ihre Fernsehsendung Inas Nacht den ECHO in der Kategorie Medienpartner des Jahres

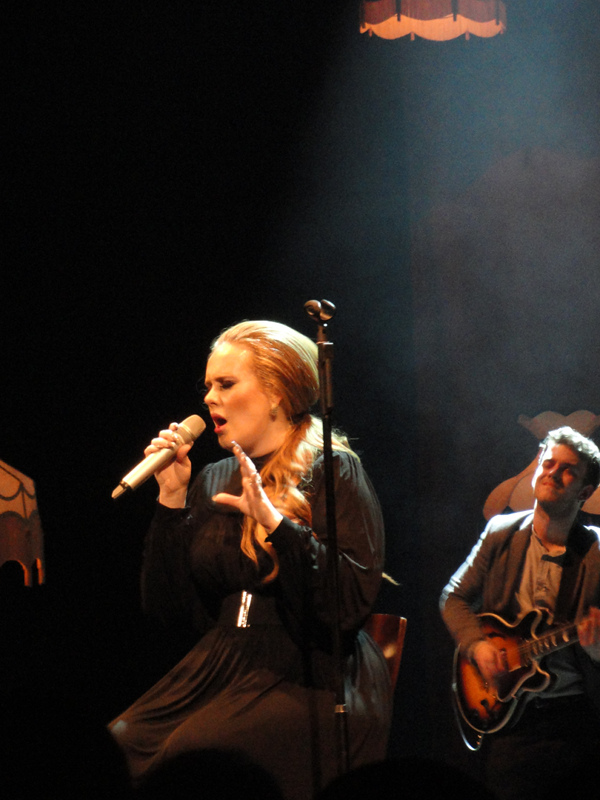
Adele, die nicht anwesend war, wurde als erfolgreichste Künstlerin International und für das Album des Jahres geehrt

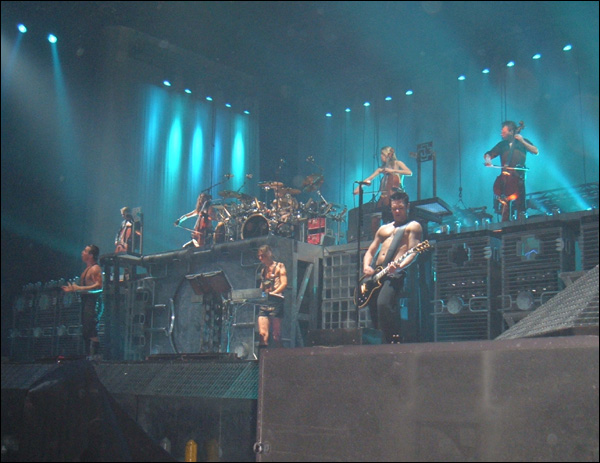
Rammstein wurden in den Kategorien Bester Nationaler Act im Ausland und Gruppe Rock/Alternative (national) ausgezeichnet

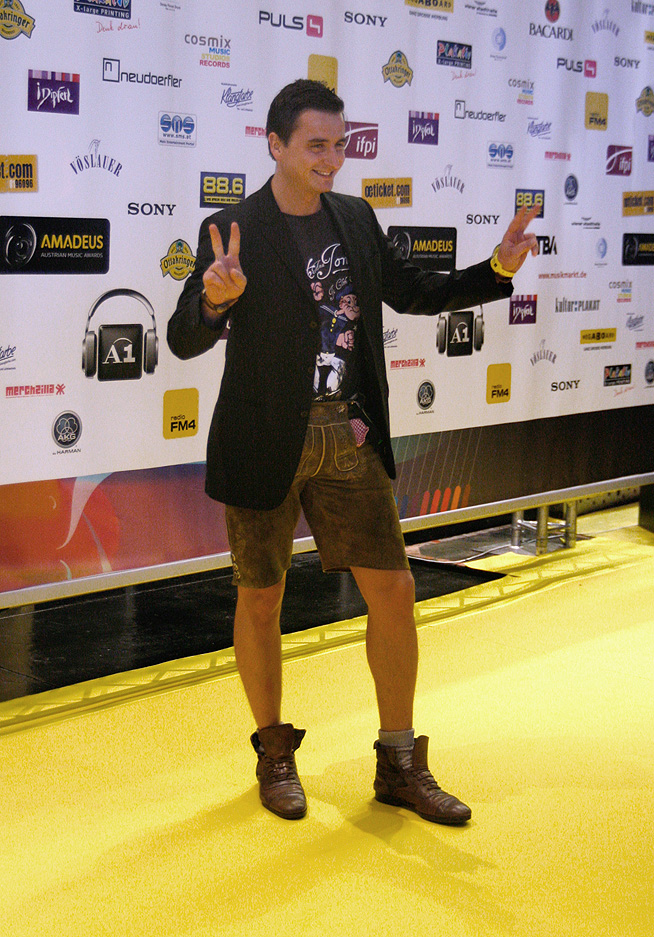
Der österreichische Sänger Andreas Gabalier konnte sich in der Kategorie Künstler/Künstlerin/Gruppe Volkstümliche Musik gegen die dreizehnmaligen Echogewinner Kastelruther Spatzen durchsetzen

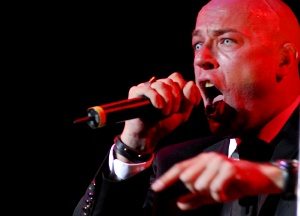
Der Graf von der Band Unheilig bekam für die Aktion „Die Grafschaft“ zugunsten des Vereins Herzenswünsche e. V. den Ehrenecho für soziales Engagement

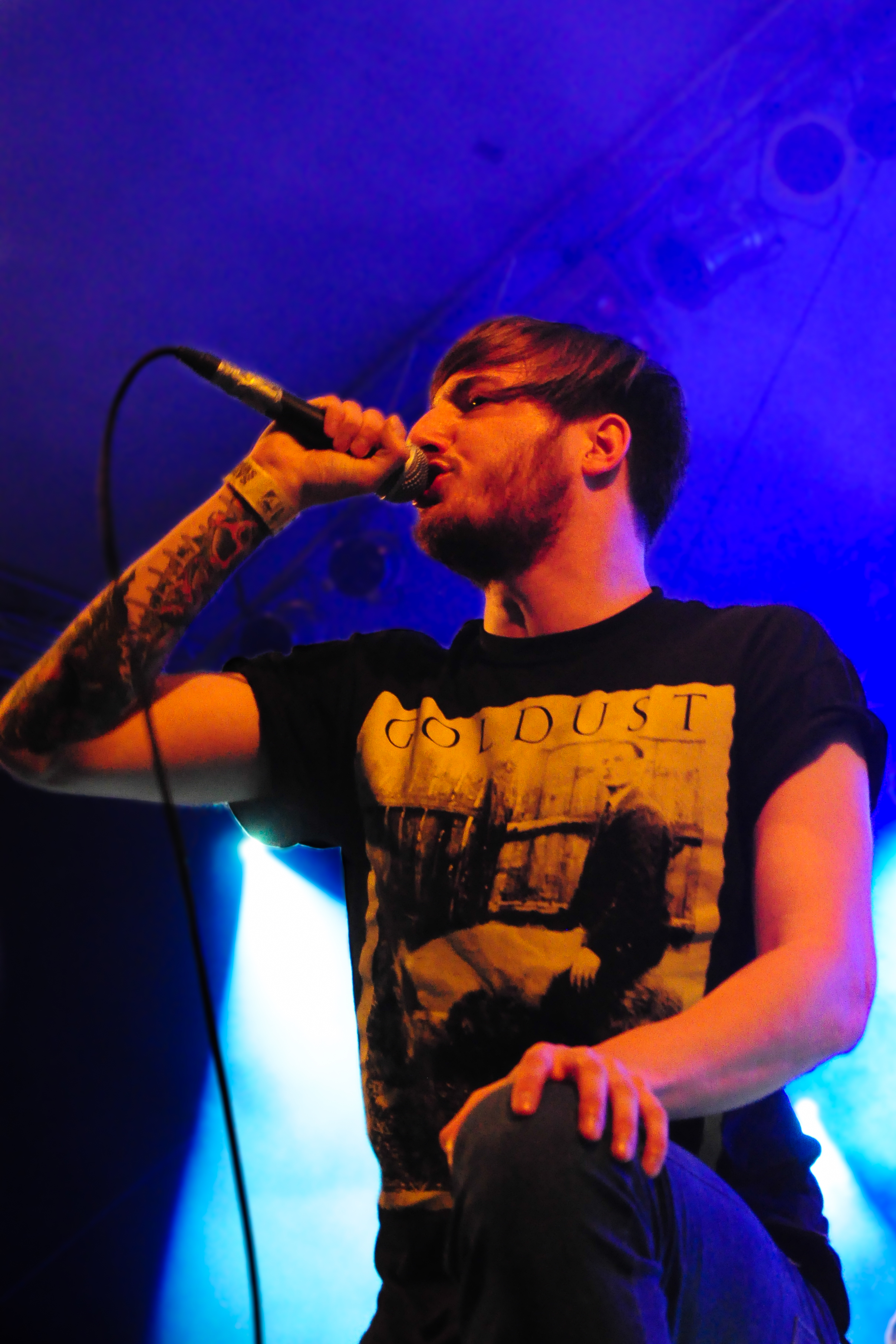
Nominiert für 4 Echos, gewann Rapper Casper lediglich den Preis in der Kategorie Hip/Hop Urban

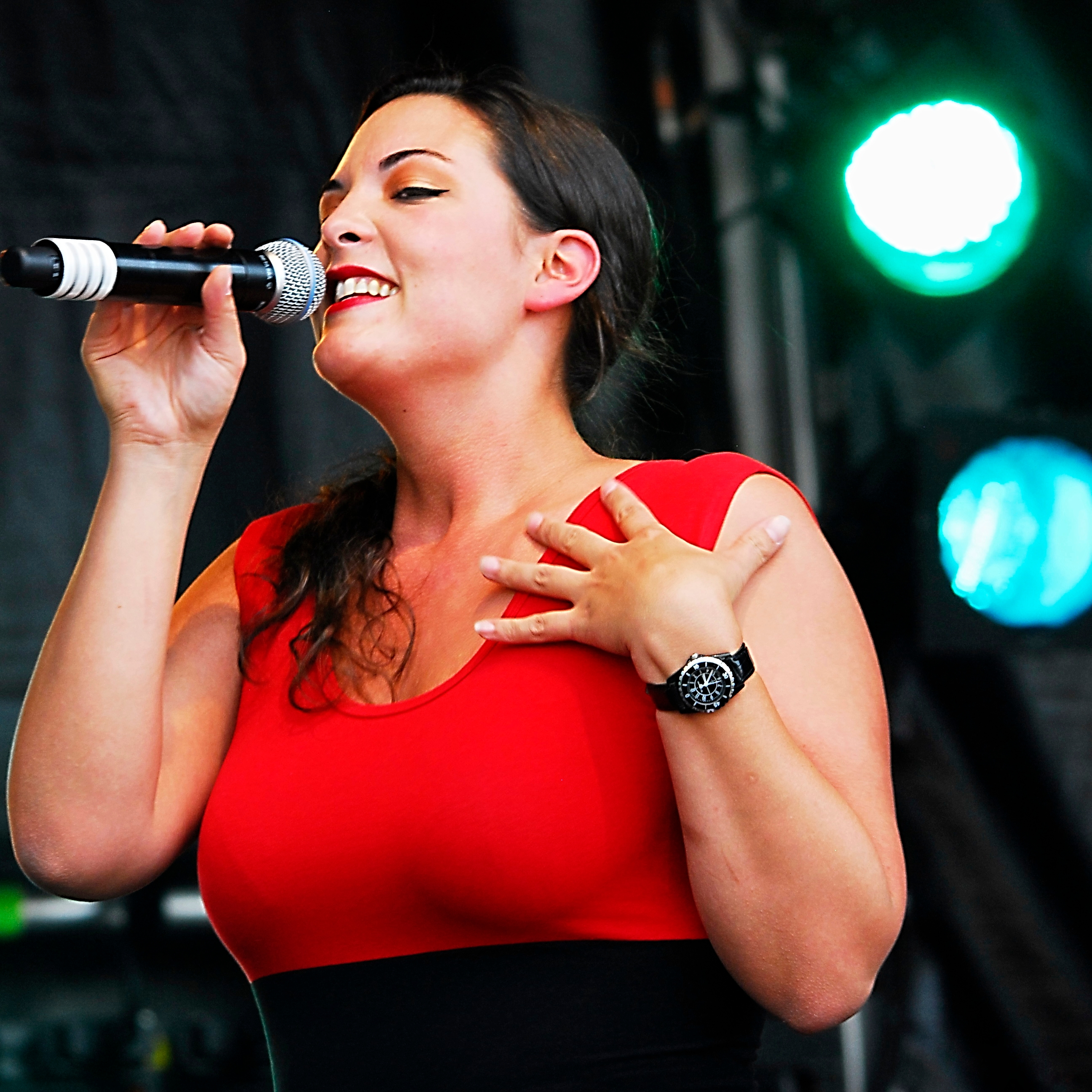
Die niederländische Sängerin Caro Emerald wurde als Newcomerin International geehrt

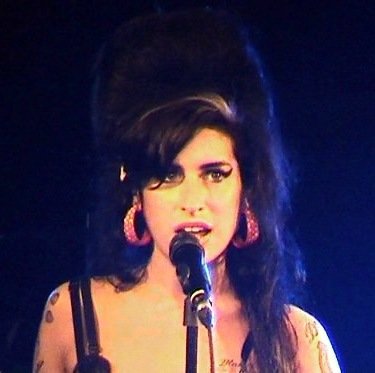
Ina Müller, Ivy Quainoo, Dionne Bromfield, Caro Emerald und Aura Dione würdigten die 2011 verstorbene Amy Winehouse mit einer Hommage, die genau wie die im Februar 2012 verstorbene Whitney Houston in die Echo Hall of Fame aufgenommen wurde

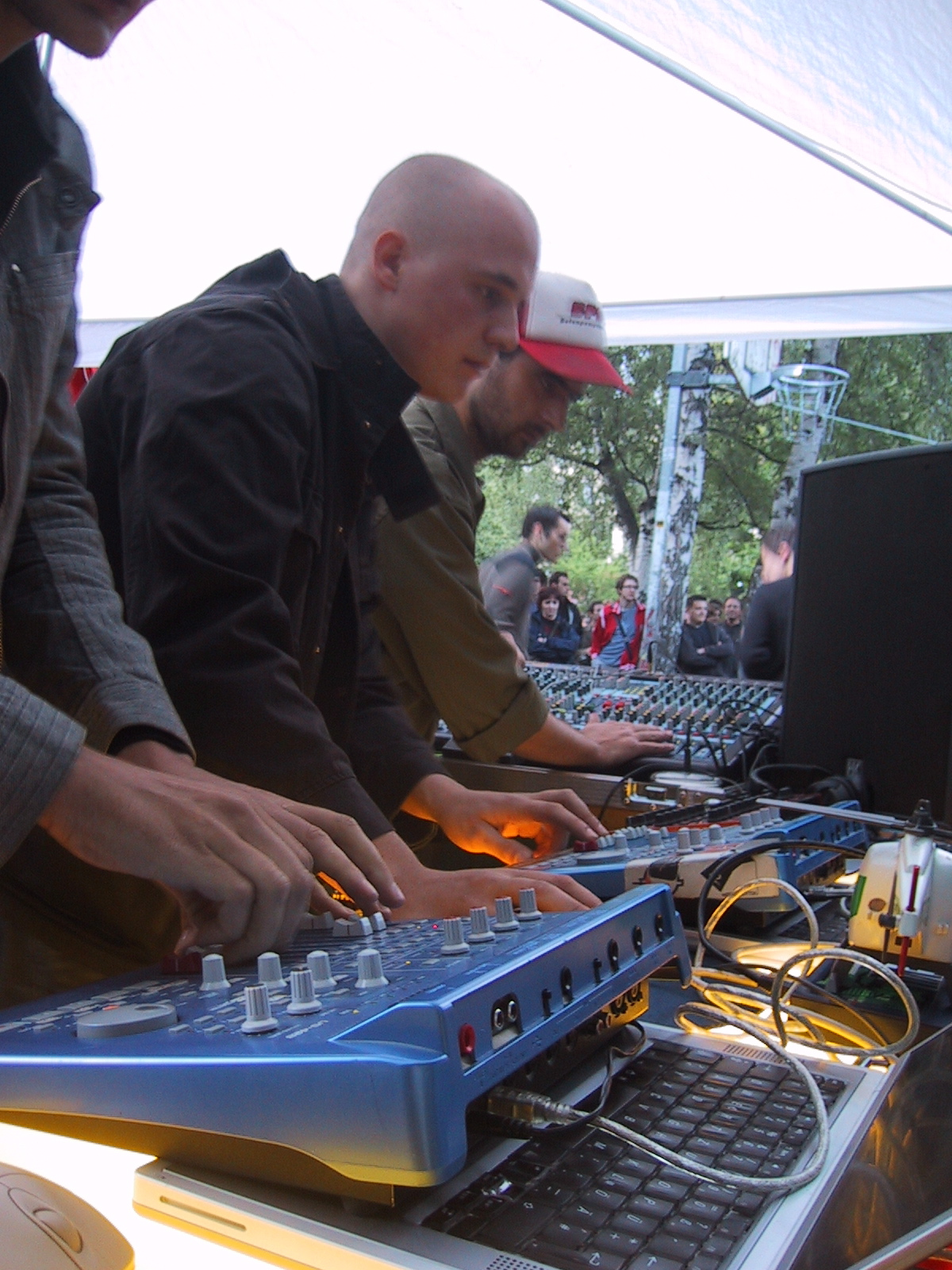
Das Berliner Duo Modeselektor erhielt den Kritikerpreis

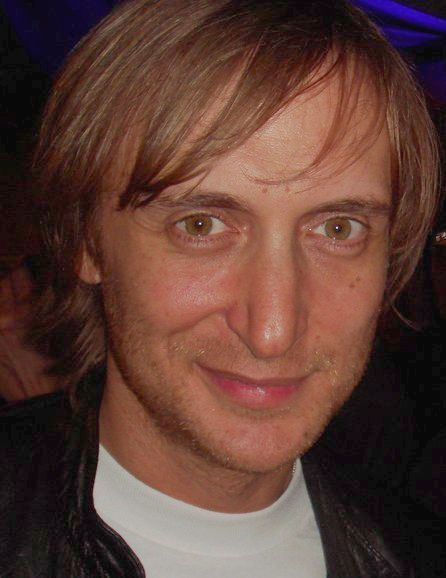
Europas erfolgreichster DJ David Guetta gewinnt seinen ersten ECHO in der Kategorie Club/Dance

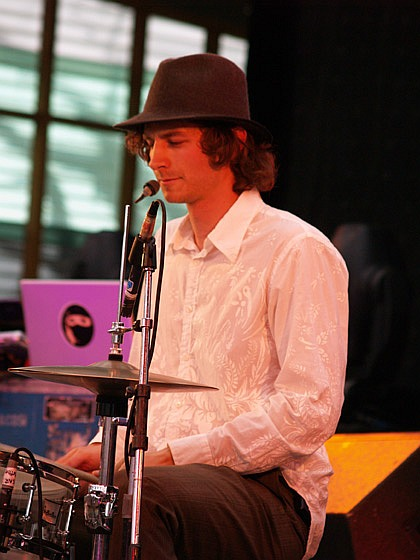
Nach Ansicht der ECHO-Jury war Somebody That I Used to Know von Gotye feat. Kimbra der Hit des Jahres

### Rock/Pop

#### Künstler National Rock/Pop
Udo Lindenberg – MTV Unplugged – Live aus dem Hotel Atlantic
- Tim Bendzko – Wenn Worte meine Sprache wären
- Herbert Grönemeyer – Schiffsverkehr
- Pietro Lombardi – Jackpot
- Peter Maffay – Tabaluga und die Zeichen der Zeit

Präsentator: Clueso

#### Künstler International Rock/Pop
Bruno Mars – Doo-Wops & Hooligans
- Chris de Burgh – Footsteps 2
- Gotye – Making Mirrors
- Milow – North and South
- James Morrison – The Awakening

#### Künstlerin National Rock/Pop
Ina Müller – Das wär dein Lied gewesen
- Sarah Engels – Heartbeat
- Lena – Good News
- Annett Louisan – In meiner Mitte
- Cassandra Steen – Mir so nah

Präsentatorin: Stefanie Heinzmann

#### Künstlerin International Rock/Pop
Adele – 21
- Caro Emerald – Deleted Scenes from the Cutting Room Floor
- Lady Gaga – Born This Way
- Amy Winehouse – Lioness: Hidden Treasures (posthum)
- Zaz – Zaz

#### Gruppe National Rock/Pop
Rosenstolz – Wir sind am Leben
- The BossHoss – Liberty of Action
- Dick Brave and the Backbeats – Rock’n’Roll Therapy
- Frida Gold – Juwel
- Söhne Mannheims – Barrikaden von Eden

Präsentator: Roger Cicero

#### Gruppe International Rock/Pop
Coldplay – Mylo Xyloto
- Katzenjammer – A Kiss Before You Go
- Roxette – Charm School
- Snow Patrol – Fallen Empires
- Sunrise Avenue – Out of Style

### Rock/Alternative

#### Gruppe Rock/Alternative (national)
Rammstein – Made in Germany 1995–2011
- Guano Apes – Bel Air
- In Extremo – Sterneneisen
- Jupiter Jones – Jupiter Jones
- Kraftklub – Mit K

Präsentator: Marilyn Manson

#### Gruppe Rock/Alternative (international)
Red Hot Chili Peppers – I’m with You
- Evanescence – Evanescence
- Foo Fighters – Wasting Light
- Nightwish – Imaginaerum
- Nickelback – Here and Now

### Schlager/Volkstümliche Musik

#### Künstler/Künstlerin/Gruppe deutschsprachiger Schlager
Helene Fischer – Für einen Tag
- Andrea Berg – Abenteuer
- Ute Freudenberg & Christian Lais – Ungeteilt
- Udo Jürgens – Der ganz normale Wahnsinn
- Semino Rossi – Augenblicke

Präsentator: Barry Manilow

#### Künstler/Künstlerin/Gruppe Volkstümliche Musik
Andreas Gabalier – Herzwerk
- Die Amigos – Mein Himmel auf Erden
- Hansi Hinterseer – Zwei Herzen
- Kastelruther Spatzen – Hand auf’s Herz
- Nockalm Quintett – Zieh Dich an und geh

Präsentatorin: Ina Müller

### Hip-Hop/Urban

#### Künstler/Künstlerin/Gruppe Hip-Hop/Urban (national oder international)
Casper – XOXO
- 23 (Projekt von Sido und Bushido) – 23
- Bushido – Jenseits von Gut und Böse
- Kool Savas – Aura
- Pitbull – Planet Pit

Präsentator: Shaggy

### Hit des Jahres und Album des Jahres

#### Hit des Jahres (national oder international)
Gotye ft. Kimbra – Somebody That I Used to Know
- Lana Del Rey – Video Games
- Jennifer Lopez ft. Pitbull – On the Floor
- Alexandra Stan – Mr. Saxobeat
- Michel Teló – Ai Se Eu Te Pego!

#### Album des Jahres (national oder international)
Adele – 21
- Helene Fischer – Für einen Tag
- Herbert Grönemeyer – Schiffsverkehr
- Udo Lindenberg – MTV Unplugged – Live aus dem Hotel Atlantic
- Rosenstolz – Wir sind am Leben

### Nachwuchspreis der Deutschen Phonoakademie

#### Newcomer des Jahres (national)
Tim Bendzko – Wenn Worte meine Sprache wären
- Casper – XOXO
- Die Priester – Spiritus Dei
- Frida Gold – Juwel
- Pietro Lombardi – Jackpot

Präsentatorin: Lena

#### Newcomer des Jahres (international)
Caro Emerald – Deleted Scenes from the Cutting Room Floor
- Adya – Classic
- Gotye – Making Mirrors
- Lana Del Rey – Born to Die
- LMFAO – Sorry for Party Rocking

Präsentator: Klaus Meine

### Erfolgreichster Live-Act (national)
Herbert Grönemeyer

### Bestes Video (national)
Von 25 Videos wurden in einer Online-Abstimmung des Videoportals MyVideo vom 14. bis 23. Februar 2011 aus einer Vorauswahl fünf Videos für die Endrunde ermittelt. Von den folgenden fünf nominierten Videos wurde während einer zweiten Online-Abstimmung vom 24. Februar bis 11. März 2011 das Siegervideo gewählt, welches am 22. März 2011 verkündet wurde:
23 (Projekt von Sido und Bushido) – So mach ich es (Regie: Specter)
- Casper – Auf und davon (Regie: Felix Urbauer)
- Haudegen – Ein Mann ein Wort (Regie: Martin Carolus Zillmann)
- Lena – Taken by a Stranger (Regie: Wolf Gresenz)
- Rammstein – Mein Land (Regie: Jonas Åkerlund)

Die folgenden 20 Videos sind in der Vorrunde ausgeschieden:
- Auletta – Make Love Work
- Beatsteaks – House on Fire
- Tim Bendzko – Nur noch kurz die Welt retten
- Boy – Little Numbers
- Clueso – Zu schnell vorbei
- Frida Gold – Wovon sollen wir träumen
- Herbert Grönemeyer – Fernweh
- Jupiter Jones – Still
- Kraftklub – Eure Mädchen
- LaFee – Ich bin
- Udo Lindenberg & Clueso – Cello
- Mikroboy – Wann bleibst Du endlich
- Pohlmann – König der Straßen
- R.I.O. feat. U-Jean – Turn This Club Around
- Rosenstolz – Wir sind am Leben
- Samy Deluxe – Poesiealbum
- Seeed – Molotov/Wonderful Life Aargh Video
- Sido – Frei zu sein
- Söhne Mannheims – Freiheit
- Thees Uhlmann – Zum Laichen und Sterben ziehen die Lachse den Fluss hinauf

Präsentatorin: Alina Süggeler

### Club/Dance (national oder international)
David Guetta – Nothing but the Beat
- Deichkind – Befehl von ganz unten
- DJ Antoine – Welcome to DJ Antoine
- Paul Kalkbrenner – Icke wieder
- LMFAO – Sorry for Party Rocking

Präsentator: Sean Paul

### Crossover (national oder international)
Michael Bublé – Christmas
- Adoro – Liebe meines Lebens
- Adya – Classic
- Die Priester – Spiritus Dei
- Gregorian – Masters of Chant-Chapter 8

### Erfolgreichste Musik-DVD-Produktion (national)
Udo Lindenberg – MTV Unplugged – Live aus dem Hotel Atlantic
Präsentator: Peter Maffay

### Kritikerpreis
Modeselektor – Monkeytown
- Boy – Mutual Friends
- Casper – XOXO
- Dillon – This Silence Kills
- Robag Wruhme – Thora Vukk

### Produzent/in/-en-Team des Jahres
Andreas Herbig, Henrik Menzel, Peter „Jem“ Seifert für Udo Lindenberg und Andreas Bourani
- Alex Silva, Herbert Grönemeyer für Herbert Grönemeyer
- Daniel Faust, Ulf Sommer, Peter Plate für Rosenstolz
- Jean Frankfurter für Helene Fischer

### Radio-ECHO
Nominiert sind die am häufigsten gespielten nationalen Titel in den deutschen Airplaycharts. Der Radio-ECHO für den erfolgreichsten Titel wurde zwischen dem 20. Februar und dem 4. März 2012 durch eine Online-Abstimmung auf den Webseiten der jungen Programme und Popwellen der ARD ermittelt:
Jupiter Jones – Still
- Tim Bendzko – Nur noch kurz die Welt retten
- Andreas Bourani – Nur in meinem Kopf
- Frida Gold – Wovon sollen wir träumen
- Revolverheld mit Marta Jandová – Halt dich an mir fest

Präsentatoren: Barbara Schöneberger und Ina Müller

### Bester Nationaler Act im Ausland
Rammstein
Präsentatoren: Björn Dixgård & Gustaf Norén von Mando Diao.

### Preis fürs Lebenswerk
Wolfgang Niedecken
Präsentatoren: Campino und Wim Wenders

### Medienpartner des Jahres
Inas Nacht
Präsentatorin: Barbara Schöneberger

### Handelspartner des Jahres
aktiv Musik Marketing

### Ehrenecho für soziales Engagement
Der Graf für die Aktion „Die Grafschaft“ zugunsten des Vereins Herzenswünsche e. V.

### ECHO Hall of Fame
Amy Winehouse
Whitney Houston